# Passiflora boticarioana
Passiflora boticarioana là một loài thực vật có hoa trong họ Lạc tiên. Loài này được Cervi mô tả khoa học đầu tiên năm 2006.